# Cesare Pallavicino

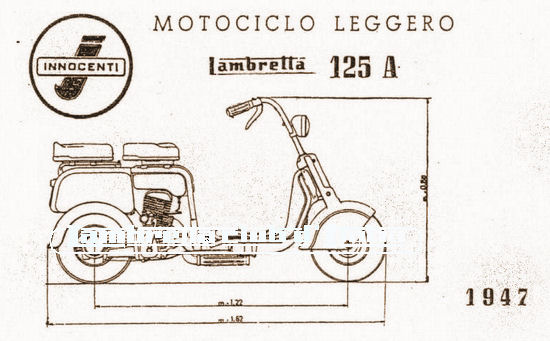
Lambretta 125, diseñada en 1947 por Cesare Pallavicino.

Cesare Pallavicino (Roma, 1893 - Bergamo, 1976) fue un ingeniero aeronáutico italiano. Dirigió el departamento de diseño de la compañía Caproni de 1935 a 1941. Diseñó varias aeronaves italianas de importancia, como los modelos Breda Ba.15, Breda Ba.18, Breda Ba.19, Breda Ba.27, Breda Ba.35 y Breda Ba.39. Más adelante trabajó para la compañía Caproni y diseñó los modelos Caproni Ca.135, Caproni Ca.309, Caproni Ca.311, Caproni Ca.312, Caproni Ca.313, Caproni Ca.314 y Caproni Ca.315. También diseñó los modelos Caproni Ca.355, SABCA S 47, Caproni Ca.335, Caproni Ca.350 y Caproni Ca.380, todas ellas aeronaves para la Segunda Guerra Mundial.

## Vida
Cesare Pallavicino se graduó en 1922, fabricantes de aeronave en el Politecnico di Torino en 1927 y unidos Società Italiana Ernesto Breda como ingeniero de diseño, donde diseñó varias aeronaves como los Ba.15, Ba.18 Ba.19, Ba.27 Ba.35 y Ba.39.
En 1935 fichó por la compañía Caproni como diseñador jefe, vio el ligero y muchos de sus "criaturas" como los Caproni AP.1, Caproni Ca.135, Caproni Ca.309 , Caproni Ca.310 ,Ca.312, Ca.313, Ca.314 e Ca.315 al pre-guerra Caproni Ca.331, Caproni Ca.355, SABCA S 47 Caproni Ca .335, Caproni Ca.350, Caproni Ca.380. En 1946, poco antes de emigrar a Argentina, colaboró en el diseño del Lambretta la motocicleta italiana más famosa, junto con la Piaggio Vespa.